# C8orf4
C8orf4 (англ. Chromosome 8 open reading frame 4) – білок, який кодується однойменним геном, розташованим у людей на короткому плечі 8-ї хромосоми. Довжина поліпептидного ланцюга білка становить 106 амінокислот, а молекулярна маса — 12 337.
| 10         |  | 20         |  | 30         |  | 40         |  | 50         |
| ---------- |  | ---------- |  | ---------- |  | ---------- |  | ---------- |
| MKAKRSHQAV |  | IMSTSLRVSP |  | SIHGYHFDTA |  | SRKKAVGNIF |  | ENTDQESLER |
| LFRNSGDKKA |  | EERAKIIFAI |  | DQDVEEKTRA |  | LMALKKRTKD |  | KLFQFLKLRK |
| YSIKVH     |  |            |  |            |  |            |  |            |

A: Аланін

D: Аспарагінова кислота

E: Глутамінова кислота

F: Фенілаланін

G: Гліцин

H: Гістидин

I: Ізолейцин

K: Лізин

L: Лейцин

M: Метіонін

N: Аспарагін

P: Пролін

Q: Глутамін

R: Аргінін

S: Серин

T: Треонін

V: Валін

Задіяний у такому біологічному процесі, як апоптоз. 
Локалізований у цитоплазмі, ядрі.